# كلورات الصوديوم
كلورات الصوديوم هو مركب كيميائي له الصيغة NaClO3، يكون على شكل بلورات عديمة اللون والرائحة، أو على شكل مسحوق بلوري أبيض.

## الخواص
ينحل مركب كلورات الصوديوم بشكل جيد جداً بالماء 100 غ / 100 مل ماء، كما أنه ينحل بشكل جيد أيضاً بالغليسيرين، لكنه ضعيف الانحلال بالإيثانول.
وجود كلوريد الصوديوم يقلل من انحلالية كلورات الصوديوم بالماء بشكل كبير.

## التحضير
يحضر كلورات الصوديوم عملياً بالتحليل الكهربائي لمحلول مركز من كلوريد الصوديوم في خلايا تحليل كهربائي لا تحوي على حجاب (Diaphragm) أو غشاء (Membrane) بين كل من قطبي الخلية الأنود والكاثود، بحيث أن غاز الكلور المتشكل عند الأنود يتفاعل بشكل مباشر مع شوارد (أيونات) الهيدروكسيل، فينتج لدينا كلورات الصوديوم بالإضافة إلى هيبوكلوريت الصوديوم وذلك حسب التفاعلات التالية
نتيجة وجود شوارد الصوديوم في المحلول نحصل على كلورات الصوديوم.

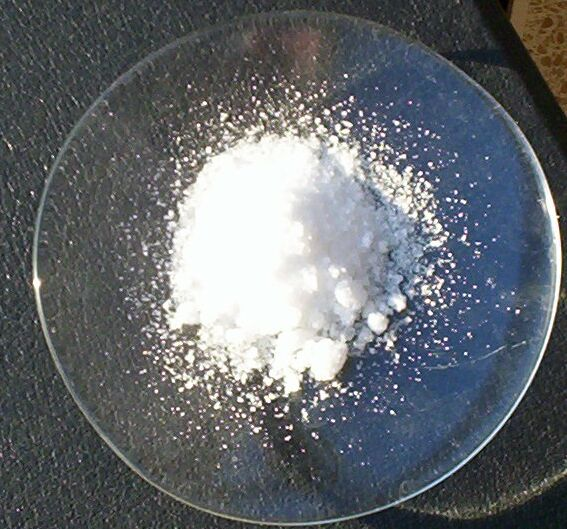
كلورات الصوديوم

## الاستخدامات
- يستخدم بشكل واسع في عمليات التبييض في صناعة الورق.
- يستخدم لتحضير كلوريت الصوديوم ولتحضير الكلورات الأخرى مثل كلورات البوتاسيوم.
- يساعد في صنع مادة EDC والمستخدمة في صناعة البلاستك.